# 三十家站
三十家站是一个锦承线上的铁路车站，位于辽宁省朝阳市凌源市三十家子镇，建于1935年，目前为四等站，邮政编码为122525。目前客运：办理旅客乘降；行李、包裹托运；货运：办理整车货物发到。